# Schomberg Kerr, IX marchese di Lothian
Schomberg Kerr, IX marchese di Lothian (2 dicembre 1833 – Londra, 17 gennaio 1900), è stato un politico e diplomatico scozzese.

## Biografia
Era il secondo figlio di John Kerr, VII marchese di Lothian, e di Lady Cecil, figlia di Charles Chetwynd-Talbot, II conte Talbot. Studiò al Glenalmond College di Perth e è stato uno dei primi 14 ragazzi a partecipare alla scuola appena avviata nel 1847.

## Carriera diplomatica e politica
Entrò nel Servizio Diplomatico ed era addetto a Lisbona e Teheran nel 1854, Baghdad nel 1855 e ad Atene dal 1857, quindi secondo segretario a Francoforte dal 1862 e Madrid dal 1865 e di Vienna dal 1865. Nel 1870 succedette al marchesato alla morte prematura del fratello maggiore. Venne nominato Custode del Sigillo Privato di Scozia nel 1874, incarico che mantenne fino alla sua morte 26 anni dopo, e venne creato Cavaliere del Cardo nel 1878.
Nel 1886 prestò giuramento al Privy Council  e l'anno successivo succedette a Arthur Balfour come segretario per la Scozia e vicepresidente del Dipartimento Istruzione scozzese all'amministrazione conservatrice di Lord Salisbury.
Fu rettore dell'Università di Edimburgo tra il 1887 e il 1890.

## Matrimonio
Sposò, il 23 febbraio 1865, Lady Victoria, figlia di Walter Montagu Douglas Scott, V duca di Buccleuch. Ebbero nove figli:
- Lady Cecil Victoria Constance Kerr (14 febbraio 1866-13 settembre 1919), sposò John Douglas-Scott-Montagu, II barone di Beaulieu, ebbero due figlie;
- Walter William Schomberg Kerr, conte di Ancram (29 marzo 1867-15 giugno 1892);
- Lady Margaret Isobel Kerr (12 giugno 1868-2 settembre 1964);
- Schomberg Henry Mark Kerr (4 agosto 1869-25 agosto 1870);
- Lady Mary Kerr (25 dicembre 1870-31 dicembre 1958), sposò Henry Kidd, non ebbero figli;
- Lady Helen Victoria Lilian Kerr (9 dicembre 1872- 4 giugno 1968), sposò Frederick Walter Kerr, ebbero due figli;
- Robert Kerr, X marchese di Lothian (22 marzo 1874-16 marzo 1930);
- Lady Victoria Alessandra Alberta Kerr (7 novembre 1876-23 maggio 1956), sposò William Sullivan Gosling, ebbero quattro figli;
- Lady Isabel Alice Adelaide Kerr (25 settembre 1881-26 dicembre 1975), sposò James Cospatrick Hepburne-Scott, ebbero tre figli.

## Morte
Lord Lothian morì nella sua residenza di Londra, nel gennaio del 1900, a 66 anni. La marchesa di Lothian si risposò e morì nel giugno del 1938, all'età di 93 anni.